# Kpozoun
Kpozoun è un arrondissement del Benin situato nella città di Za-Kpota (dipartimento di Zou) con 15.954 abitanti (dato 2006).